# Evaporator rotativ

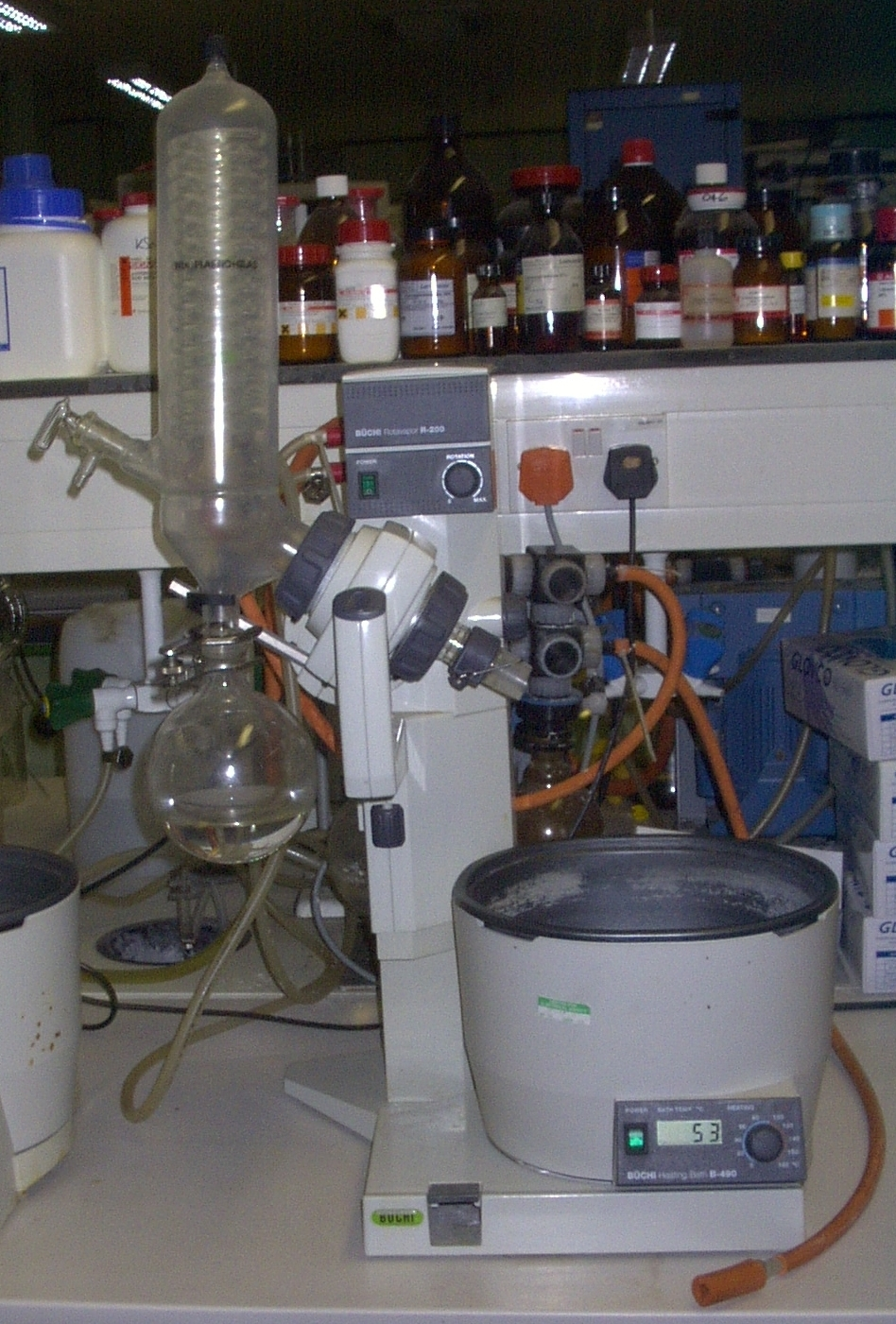
Un rotavapor

Evaporatorul rotativ, adesea cunoscut sub denumirea mai scurtă de rotavapor, este o aparatură de laborator folosită pentru separarea unor solvenți lichizi din soluții, cu ajutorul evaporării. Rotavaporul simplu a fost inventat de către Lyman C. Craig. A fost comercializat pentru prima dată de compania elvețiană Büchi în 1957. 